# Hymenophyllum deplanchei
Hymenophyllum deplanchei är en hinnbräkenväxtart som beskrevs av Georg Heinrich Mettenius och Oskar Kuhn. Hymenophyllum deplanchei ingår i släktet Hymenophyllum och familjen Hymenophyllaceae. Inga underarter finns listade.